# Phaéton à bec rouge
Phaethon aethereus
Espèce
Statut de conservation UICN

 LC  : Préoccupation mineure
Le Phaéton à bec rouge (Phaethon aethereus), aussi dit Grand Phaéton, est une des trois espèces de phaétons, oiseaux de mer caractéristiques des régions intertropicales.

## Description

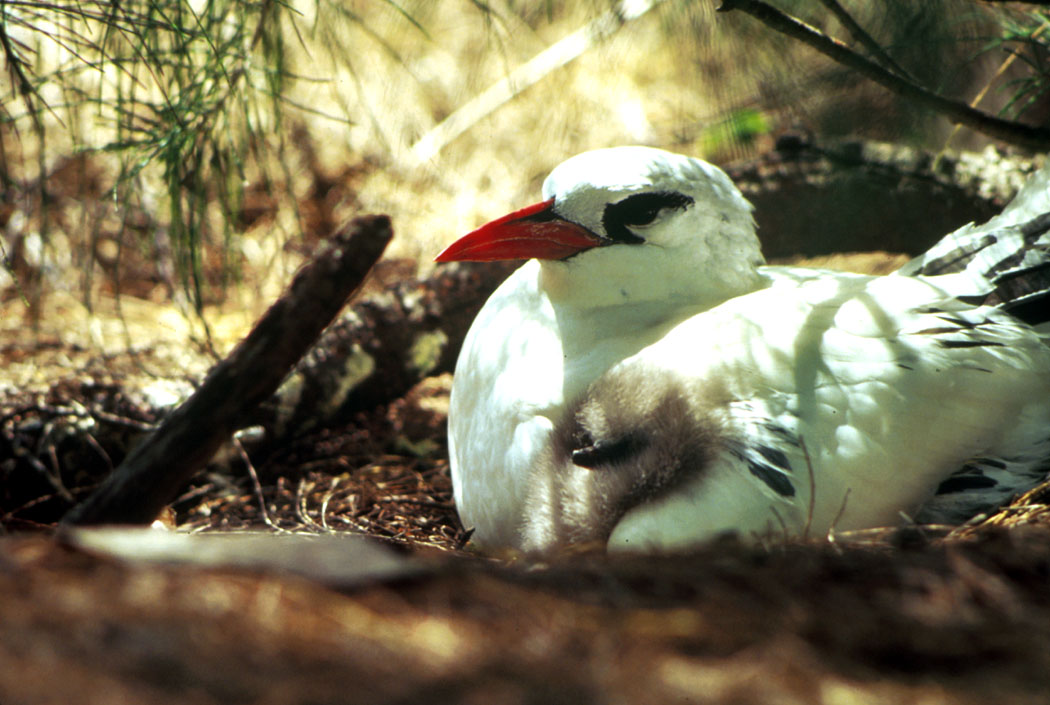
Phaéton à bec rouge au sol.

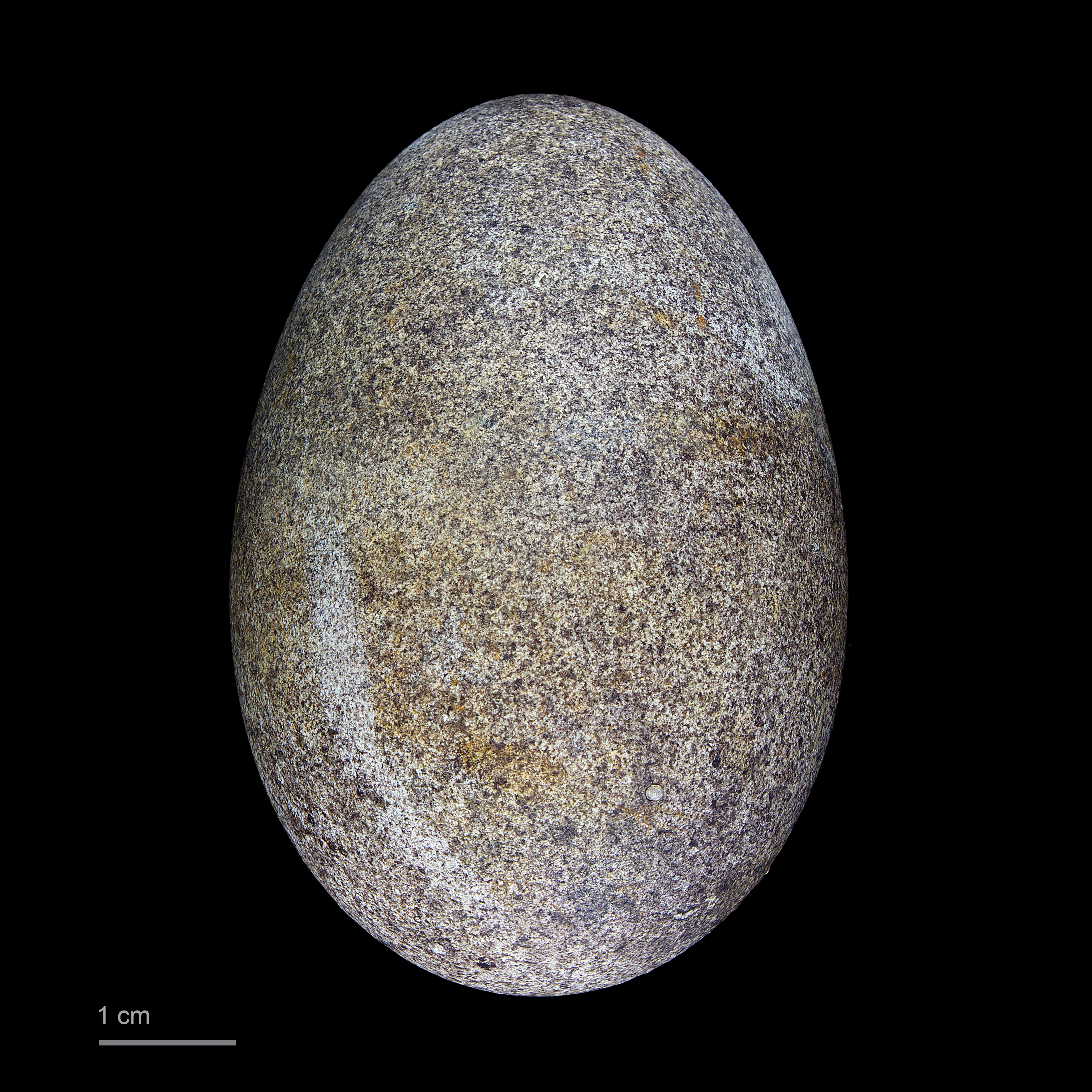
Œuf de Phaethon aethereus – Muséum de Toulouse.

Cet oiseau mesure 46 à 50 cm de longueur du corps auxquels s'ajoutent 46 à 56 cm de queue. Son envergure est de 99 à 106 cm.
Il ne présente pas de dimorphisme sexuel.
La tête est blanche avec une bande noire partant de la racine du bec, passant au niveau de chaque œil et remontant sur la nuque blanche légèrement grisée, tout comme le cou. Les parties supérieures sont blanches finement rayées de noir, les inférieures entièrement blanches et les flancs grisâtres. Les scapulaires sont blanches rayées de noir. Le dessous des ailes est entièrement blanc tandis que le dessus, globalement de même couleur, est noir au niveau des quatre premières rémiges et des couvertures primaires. La queue est blanche et cunéiforme avec les deux rectrices médianes très longues et rigides. Le bec est rouge, d'où le nom spécifique français. Les iris sont brun noir. Les tarses et les doigts sont jaunes avec des palmes noires.
Le jeune diffère de l'adulte par la pointe du bec jaunâtre, parfois noire, par la queue blanche à extrémité noire et par l'absence de rectrices médianes développées.

## Répartition

Son aire de répartition s'étend sur l'Atlantique tropical, l'océan Indien, le Pacifique oriental, la Mer Rouge et le Golfe Persique.

## Sous-espèces
D'après la classification de référence (version 5.2, 2015) du Congrès ornithologique international, cette espèce est constituée des trois sous-espèces suivantes (ordre phylogénique) :
- Phaethon aethereus mesonauta Peters, 1930 —  ;
- Phaethon aethereus aethereus Linnaeus, 1758 — sud de l'océan atlantique ;
- Phaethon aethereus indicus Hume, 1876 — nord-ouest de l'océan Indien et îles Côn Đảo.